# Bitva na Piavě
Bitva na Piavě bylo vojenské střetnutí mezi Rakousko-Uherskem a Německem na straně jedné a Itálií a státy Dohody na straně druhé v době první světové války. Odehrávalo se od listopadu roku 1917 do počátku listopadu roku 1918.

## Předehra

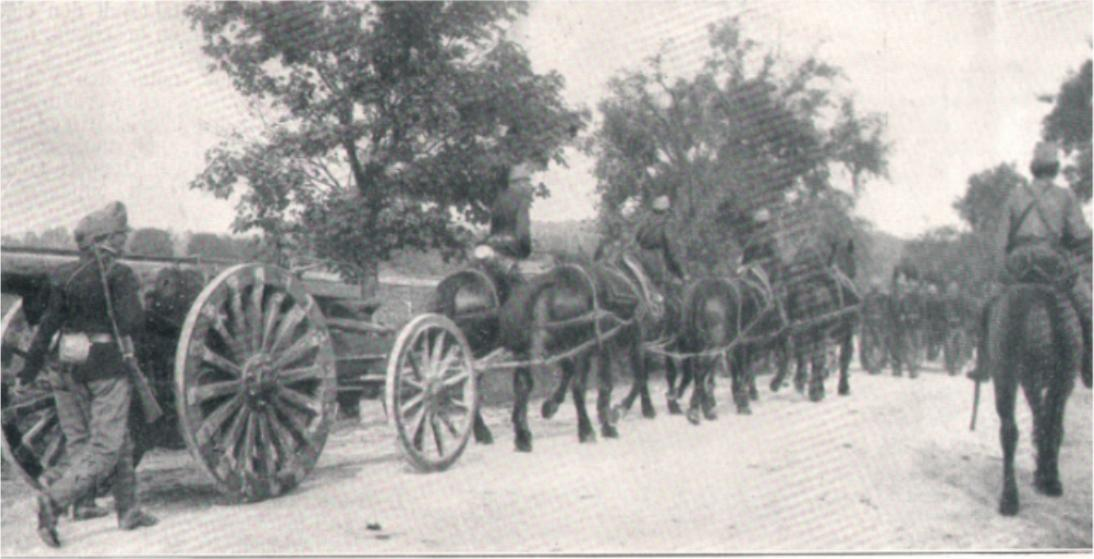
Pochod rakouského dělostřelectva

V letech 1915 až 1917 se odehrávaly boje na italské frontě jak v prostoru řeky Soči (bitvy na Soči), tak ve vysokohorských prostorech Alp, kde vojska sváděla v nepřístupných skalách boj i s klimatickými podmínkami a hladem. Na přelomu října a listopadu 1917 se uskutečnila bitva u Caporetta, která skončila katastrofální porážkou italského vojska, které se bylo nuceno stáhnout za řeku Piavu. Zde se prakticky bojovalo až do konce války.

## První fáze bitvy
Italská armáda, která se stáhla za rozvodněnou řeku Piavu, zlikvidovala za sebou mosty a utvořila z řeky neprostupnou hradbu, která byla na severu ohraničena masívem Grappa. Jeho největší horou byla Monte Grappa, kde vytvořili Italové již dříve opevnění a horu protkali sítí podzemních chodeb se stanovišti pro kulomety a kanóny. Dne 15. listopadu 1917 se sice podařilo několika málo rakousko-uherským jednotkám řeku Piavu překročit, ale vojáci byli zahnáni Italy zpět za řeku. Velitelům útočících vojsk bylo jasné, že překročení řeky je téměř nemožné. Jejich útoky se proto soustředily na horu Monte Grappa. 16. listopadu 1917 dobyly rakouské jednotky hory Monte Tomacito a Monte Roncone a 20. listopadu Col della Beretta a Monte Fontanasecca. Na italskou frontu byly urychleně přepravovány britské a francouzské divize ze západní fronty, které vyztužily italskou obranu. V Římě mezitím padla vláda a italský vrchní velitel Luigi Cadorna byl vystřídán generálem Armandem Diazem. Byl vypracován nový plán obrany, který pružně reagoval na vzniklou situaci. Na frontě se na italské straně objevily jednotky československých legionářů, které byly složeny z českých a slovenských zajatců. Ti se měli snažit ovlivnit své krajany v rakouských uniformách. Italská armáda, která měla nepoměrně lepší zásobování potravinami, než nepřítel, též působila na protivníka i psychologicky. Vyhladovělí a podvyživení rakouští vojáci byli vyzýváni letáky, aby přeběhli, přičemž největší lákadlem k tomu byl bílý chléb.
Boje pokračovaly dále. 15. prosince 1917 se rakousko-německým jednotkám podařilo dobýt dva klíčové vrcholy – Monte Tomba a Asolone. Při jasném počasí bylo odtud vidět Benátky. Velitelé německých jednotek oznámili svým vojákům, že Vánoce budou slavit v Benátkách. Rakušané si dokonce nechali vyrobit pamětní vyznamenání za dobytí Benátek. Ve dnech 14. až 17. prosince 1917 proběhl hlavní útok německých vojsk, avšak italská obrana na Monte Grappa tuto horu uhájila. 23. prosince začala pořádná zima, a tak byly veškeré další útoky zastaveny.

## Druhá fáze bitvy

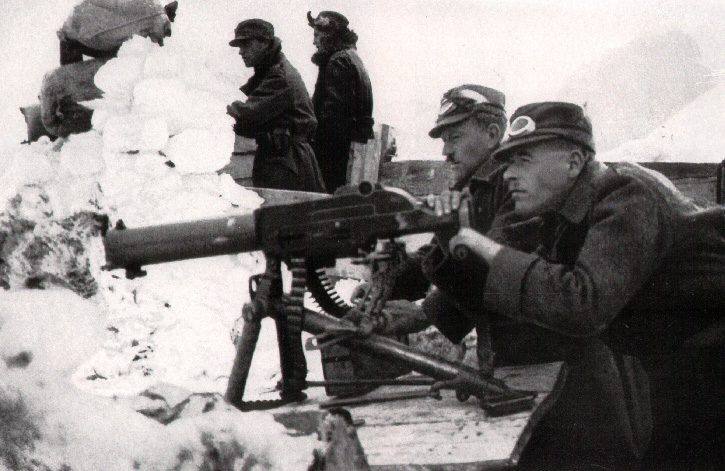
Rakousko-uherské pozice

Na jaře roku 1918 byla většina německých jednotek z italské fronty stažena na západní frontu, kde byla nasazena do Ludendorffovy ofenzívy. Stejně postupovali i Spojenci a z Itálie stáhli na západní frontu šest britských a francouzských divizí. Rakušané připravovali novou ofenzívu již v březnu roku 1918, ale ta se nakonec uskutečnila až za tři měsíce. Mezi vojáky se objevovala stále větší nespokojenost, na což velitelé reagovali sliby, že po vítězném tažení bude k dispozici bohatá kořist a zejména potraviny. 15. června začal útok, při kterém Rakušané použili jak klasické, tak plynové granáty. Italové však byli vybaveni již novými plynovými maskami, takže jejich ztráty nebyly tak hrozivé. Také se o protiútoku na italské straně díky špionáži vědělo a řada lesních chat a srubů byla přetvořena v betonové bunkry. Na plošině Asiago rakouský útok narazil na britské a francouzské jednotky, které byly doplněné o československé legionáře. Útok rakousko-uherských vojsk však byl zastaven stejně jako u města Altiaga. Tvrdě se bojovalo o horu Monte Grappa, uskutečnil se i pokus o překročení řeky Piavy. 17. června však bylo předmostí o délce 20 km italským protiútokem zlikvidováno a 24 tisíc rakousko-uherských vojáků bylo zajato. Útoky byly neúspěšné také z důvodu kulminace řeky Piavy. Alpské řeky, protože jsou napájeny z ledovců, kulminují v létě, přesto ale útoky pokračovaly a v rakouské armádě vládlo stále větší rozčarování a nespokojenost, což mělo za následek její úplnou demoralizaci.
Bojů o Piavu se účastnil i mladý americký dobrovolník u Červeného kříže spisovatel Ernest Hemingway, který zde utrpěl zranění.

## Třetí fáze - bitva u Vittorio Veneta

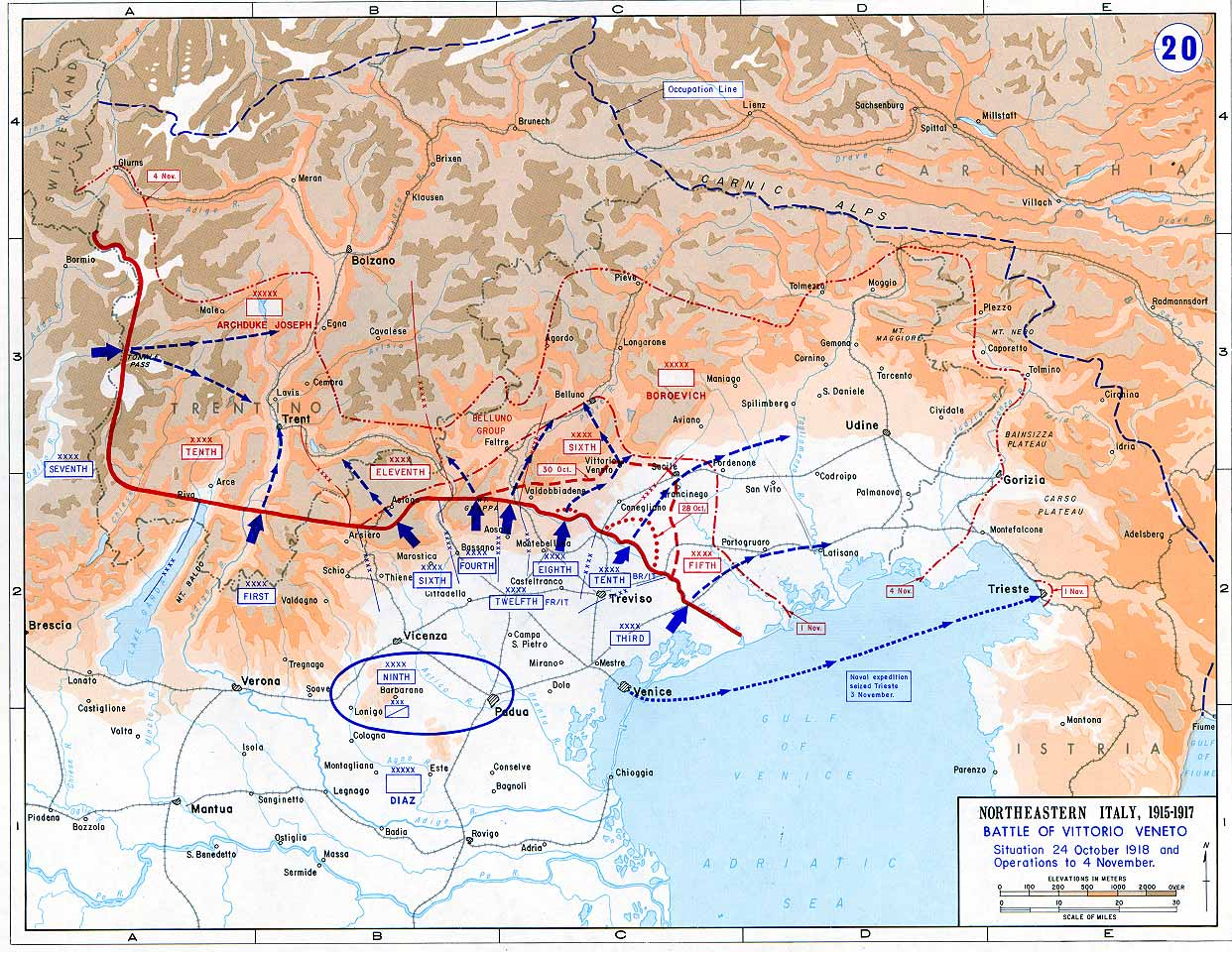
Bitva u Vittorio Veneta

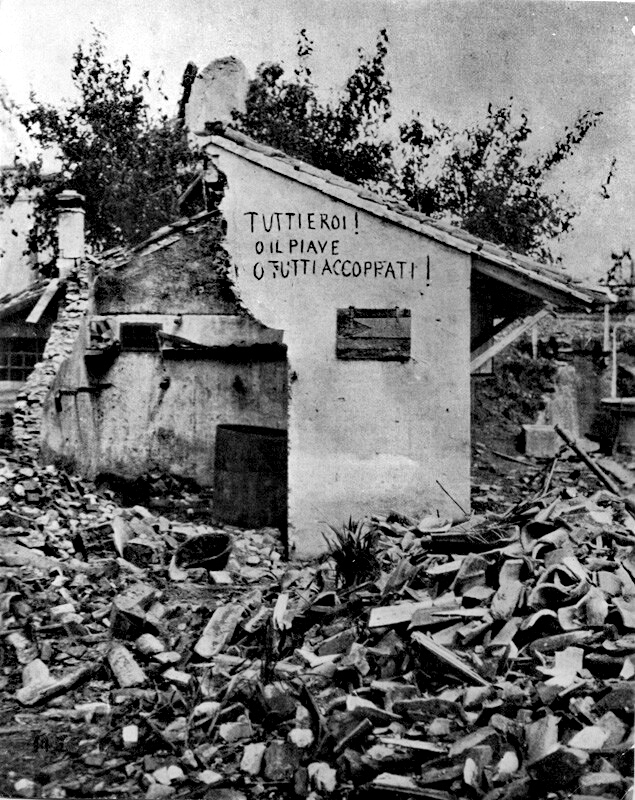
Stopy bojů na levém břehu Piavy v Sant'Andrea di Barbarana

V říjnu 1918 se začala šířit mezi vojáky stále větší nespokojenost, která byla navíc živena zvěstmi o blížícím se konci války. Italové tohoto využili a rozhodli se zaútočit. 27. října začala ofenzíva, při níž italské i spojenecké divize překročily řeku Piavu, další jednotky pronikly od masívu Monte Grappa do nížiny. V době probíhajícího útoku však zejména slovanští příslušníci rakousko-uherské armády zjišťovali, že v jejich zemích vznikají nezávislé či provizorní vlády, takže skládali své zbraně a nechávali se odvést dobrovolně do zajetí. Jednotky věrné Rakousku-Uhersku však zahájily organizovaný ústup. Rakousko dohodlo s Itálií příměří, které si však Itálie vyložila po svém a nezávisle prohlásila, že příměří vstupuje v platnost až 24 hodin po přijetí podmínek. Zatímco zbývající rakousko-uherská vojska zastavila palbu, pokračovali Italové ještě den ve válečných operacích. V poslední dny války zajali 350 tisíc nepřátelských vojáků. Když 3. listopadu 1918 přijímali zástupci poražené armády příměří, stát, který zastupovali, již prakticky neexistoval.